# عقد 550 ق م
عقد 550 ق م هو عقد امتد بين 31 ديسمبر 559 ق م و1 يناير 550 ق م بحسب التقويم اليولياني البروليبتي (التقويم الميلادي). سبقه عقد 560 ق م ولحقه عقد 540 ق م.

## أحداث
- 559 قبل الميلاد : كورش الكبير يخلف قمبيز الأول على عرش الإمبراطورية الأخمينية.
- 556 قبل الميلاد : لبشي مردوخ يخلف نرغال شراصر على عرش بلاد بابل.
- 556 قبل الميلاد : نبو نيد يخلف لبشي مردوخ على عرش بلاد بابل.
- 550 قبل الميلاد : ماجو الأول يبدأ حكم قرطاج.[5]
- 550 قبل الميلاد : الانتهاء من بناء معبد أرتميس في آرتميس.
- 550 قبل الميلاد : كورش الكبير ملك فارس يخلع جده أستياجيس عن الحكم ويؤسس للإمبراطورية الأخمينية.
- 550 قبل الميلاد : غوتاما بودا يؤسس ديانة البوذية في شمال الهند.[6]

## مواليد
- سيمونيدس أقدم الشعراء الغنائيين في اليونان.
- كونفوشيوس أول فيلسوف صيني.
- بيمبي سارا ملك مملكة ماجادها.[7]
- هكتيوس الملطي مؤرخ يوناني.
- ملتيادس قائد يوناني كبير الشأن في التاريخ.
- إيتوكو رابع أباطرة اليابان.
- دارا الأول الملك الأخميني الثالث.
- أتوسا إمبراطورة أخمينية وابنة كورش العظيم و كاساندان.

## وفيات
- سولون مشرع، شاعر ورجل قانون أثيني.
- ستيسيكورس الشاعر الغنائي اليوناني.[8]
- زرادشت رجل دين فارسي، يعد مؤسس الديانة الزرادشتية.[9]
- لبشي مردوخ ملك كلداني.
- نرغال شراصر ملك كلداني.
- قمبيز الأول ملك فارسي.

## كتب
- Yves Denis Papin (1998). Chronologie de l'histoire ancienne. Lieu de publication non identifié: Éditions Jean-paul Gisserot. ISBN:2-87747-346-5. OCLC:40746926. مؤرشف من الأصل في 2022-03-16.
- موسوعة حضارة العالم (2002) لأحمد محمد عوف.

## روابط خارجية
- تصفح سنة بسنة عقد 550 ق م على موقع onthisday.com
- تصفح سنة بسنة عقد 550 ق م ابتداءً من سنة عقد 550 ق م على موقع المكتبة الوطنية الفرنسية
- التسلسل الزمني للتاريخ الحربي قبل الميلاد على موسوعة التاريخ الحربي.